# 庙沟站 (河南)
庙沟站是一个陇海线上的铁路车站，位于河南省三门峡市陕州区硖石乡，建于1933年，目前为四等站，邮政编码为472122。目前客运：办理旅客乘降；行李、包裹托运；货运：办理整车货物发到；危险货物仅办理农药、化肥发到。